# Astrid Øyre Slind
Astrid Øyre Slind (9 de febrero de 1988) es una deportista noruega que compite en esquí de fondo. Ganó tres medallas en el Campeonato Mundial de Esquí Nórdico, en los años 2023 y 2025.

## Palmarés internacional
| Campeonato Mundial | Campeonato Mundial  | Campeonato Mundial | Campeonato Mundial |
| Año                | Lugar               | Medalla            | Prueba             |
| ------------------ | ------------------- | ------------------ | ------------------ |
| 2023               | Planica (Eslovenia) | Medalla de oro     | Relevo 4 × 5 km    |
| 2023               | Planica (Eslovenia) | Medalla de bronce  | 15 km              |
| 2025               | Trondheim (Noruega) | Medalla de plata   | Relevo 4 × 7,5 km  |